# L'alcova vermella
L'alcova vermella és una comèdia dramàtica en tres actes i en vers, original de Josep Maria de Sagarra, estrenada al teatre Romea de Barcelona, la vetlla del 15 de febrer de 1952. L'acció passa a Barcelona, al voltant de 1850.

## Repartiment de l'estrena[calcitació]
- Eulària de Barberà i de Copons, pubilla, 25 anys: Assumpció Balaguer.
- La Senyora Munda Vendrell, 55 anys: Maria Vila.
- Palmira de Barberà, vídua de Despuig: Teresa Cunillé.
- Perpètua, 65 anys: Emília Baró.
- Ramon de Barberà: Lluís Orduna.
- Pelegrí: Ramon Duran.
- Daniel Vendrell: Eduard Berraondo.
- Tristany de Lloberola: Llorenç Duran.
- Direcció escènica de Lluís Orduna.